# Даниленко Микола Абрамович
Микола Абрамович Даниленко (12 грудня 1905, село Юрченкове, тепер Чугуївського району Харківської області — ?) — український радянський діяч, секретар Херсонського обласного комітету КПУ.

## Біографія
З листопада 1929 року служив у Червоній армії.
Член ВКП(б) з 1942 року. Учасник німецько-радянської війни.
На 1947 по жовтень 1950 року — заступник завідувача, завідувач відділу пропаганди і агітації Харківського обласного комітету КП(б)У.
У жовтні (затв.) 1950 — 14 січня 1963 року — секретар Херсонського обласного комітету КПУ з питань пропаганди та агітації (ідеології).
14 січня 1963 — грудень 1964 року — секретар Херсонського промислового обласного комітету КПУ з питань ідеології.
У грудні 1964 — листопаді 1969 року — секретар Херсонського обласного комітету КПУ з питань ідеології.
З листопада 1969 року — персональний пенсіонер.

## Звання
- лейтенант
- старший лейтенант
- капітан

## Нагороди
- орден Трудового Червоного Прапора (26.02.1958)
- орден «Знак Пошани» (23.01.1948)
- ордени
- медалі
- Почесна грамота Президії Верховної Ради Української РСР (.12.1965)